# Serie A2 2023-2024 (pallacanestro maschile)
La Serie A2 2023-2024, denominata per ragioni di sponsorizzazione Serie A2 Old Wild West, è stata l'undicesima edizione del massimo livello dilettantistico del campionato italiano di pallacanestro maschile, dopo la riforma avvenuta nell'estate 2013.

## Stagione

### Novità
A sostituire le retrocesse N.P.C. Rieti, Basket Ravenna, Cestistica San Severo e Chieti 1974, dalla Serie B 2022-2023 sono state promosse la Nuova Pallacanestro Vigevano 1955, che ritorna dopo tredici anni nella seconda massima divisione italiana, la LUISS Roma, al debutto in Serie A2. 
A sostituire le promosse Vanoli Cremona e Pistoia Basket 2000, scendono dalla massima serie Pallacanestro Trieste 2004 che fa il suo ritorno dopo 5 stagioni in Serie A e Scaligera Basket Verona di ritorno dopo una sola stagione. 
Rispetto alla stagione precedente le squadre passano da ventisette partecipanti a ventiquattro, in base alla riforma dei campionati di A2, la nuova B Nazionale e B Interregionale.

#### Aggiornamenti
- Pallacanestro Mantovana, rinuncia alla partecipazione al campionato per problemi economici, cedendo il titolo sportivo alla Real Sebastiani Rieti[1].
- Stella Azzurra Roma, cede il proprio titolo sportivo alla neonata società Trapani Shark.[2]
- Pallacanestro Trapani non si iscrive al campionato per fallimento; ottiene il ripescaggio in A2 la Pallacanestro Orzinuovi.

### Formula
Al campionato partecipano ventiquattro squadre divise in due gironi, entrambi i gironi sono composti da dodici squadre. I gironi prevedono gare di andata e ritorno per un totale di 22 partite. 
Al termine della stagione regolare prende il via la seconda fase, fase a orologio, ogni squadra incontra le 5 squadre, dell'altro girone, posizionate alle spalle, con il campo a favore, mentre le altre 5 squadre, sempre dell'altro girone, posizionate avanti, verranno giocate in trasferta. 
Viene mantenuta la classifica dei due gironi, a cui si sommeranno i punti della fase a orologio. 
Le squadre classificate nelle prime 8 posizioni dei rispettivi gironi parteciperanno ai play-off promozione, giocando al meglio delle 5 gare, in due tabelloni. Le vincenti dei rispettivi tabelloni otterranno la promozione in Serie A. 
Il titolo di Campione d'Italia Serie A2, messo in palio dalla Federazione Italiana Pallacanestro, è assegnato alla squadra promossa in Serie A meglio classificata al termine della seconda fase.
Le squadre classificate al 12º posto dei rispettivi gironi retrocederanno direttamente in Serie B Nazionale. 
Le squadre classificate 9º, 10º e 11º posto dei due gironi, disputeranno il girone salvezza con gare di andata e ritorno. I punti ottenuti nella prima fase andranno a sommarsi con quelli ottenuti nel girone salvezza. Le prime 2 squadre del girone otterranno la permanenza in Serie A2, mentre le altre classificate retrocederanno in Serie B Nazionale.

## Stagione regolare

### Girone Verde

#### Squadre
| Squadra               | Stagione | Città                  | Palazzetto                                                      | Stagione precedente                         |
| --------------------- | -------- | ---------------------- | --------------------------------------------------------------- | ------------------------------------------- |
| Fortitudo Agrigento   | dettagli | Agrigento              | PalaMoncada (Porto Empedocle)                                   | 7ª in Serie A2 Girone Verde                 |
| Pall. Cantù           | dettagli | Cantù (CO)             | PalaDesio (Desio)                                               | 1ª in Serie A2 Girone Verde                 |
| Monferrato Basket     | dettagli | Casale Monferrato (AL) | PalaFerraris                                                    | 10ª in Serie A2 Girone Verde                |
| JuVi Cremona          | dettagli | Cremona                | PalaRadi                                                        | 13ª in Serie A2 Girone Verde                |
| Pall. Vigevano        | dettagli | Vigevano               | PalaElachem                                                     | 2ª in Serie B Girone A, promossa ai playoff |
| Latina Basket         | dettagli | Latina                 | PalaBianchini (fino alla 10ª) Palasport (Ferentino) (dalla 12ª) | 9ª in Serie A2 Girone Verde                 |
| Urania Milano         | dettagli | Milano                 | Allianz Cloud                                                   | 5ª in Serie A2 Girone Verde                 |
| Basket Torino         | dettagli | Torino                 | PalaSport G. Asti                                               | 4ª in Serie A2 Girone Verde                 |
| Trapani Shark         | dettagli | Trapani                | PalaIlio                                                        | 8ª in Serie A2 Girone Verde                 |
| Real Sebastiani Rieti | dettagli | Rieti                  | PalaSojourner                                                   | 1ª in Serie B Girone C                      |
| LUISS Roma            | dettagli | Roma                   | PalaTiziano                                                     | 2ª in Serie B Girone D, promossa ai playoff |
| Blu Treviglio         | dettagli | Treviglio (BG)         | PalaFacchetti                                                   | 2ª in Serie A2 Girone Verde                 |

#### Allenatori e primatisti
| Squadra       | Allenatore                                                          | Capitano            | Cestista più presente                             | Miglior marcatore      |
| ------------- | ------------------------------------------------------------------- | ------------------- | ------------------------------------------------- | ---------------------- |
| Agrigento     | Damiano Pilot (1ª-17ª) Marco Calvani (18ª-28ª) Damiano Pilot (29ª-) | Albano Chiarastella | 4 giocatori (22)                                  | Lorenzo Ambrosin (334) |
| Cantù         | Devis Cagnardi                                                      | Filippo Baldi Rossi | 5 giocatori (22)                                  | Anthony Hickey (402)   |
| Monferrato    | Fabio Di Bella (1ª-27ª) Stefano Cova (28ª-)                         | Niccolò Martinoni   | 4 giocatori (22)                                  | C.J. Kelly (432)       |
| Juvi Cremona  | Luca Bechi                                                          | Daniele Magro       | 4 giocatori (22)                                  | Lorenzo Tortu (307)    |
| Vigevano      | Lorenzo Pansa                                                       | Filippo Rossi       | 5 giocatori (22)                                  | Ike Smith (361)        |
| Latina        | Giuseppe Di Manno (1ª-8ª) Giancarlo Sacco (9ª-)                     | Salvatore Parrillo  | Ivan Alipiev (22)                                 | Ivan Alipiev (341)     |
| Urania Milano | Davide Villa                                                        | Giorgio Piunti      | 4 giocatori (22)                                  | Giddy Potts (353)      |
| Torino        | Franco Ciani                                                        | Niccolò De Vico     | 5 giocatori (22)                                  | Donte Thomas (310)     |
| Trapani       | Daniele Parente (1ª-26ª) Andrea Diana (27ª-)                        | Marco Mollura       | 5 giocatori (22)                                  | JD Notae (410)         |
| Rieti         | Alessandro Rossi                                                    | Marco Spanghero     | 5 giocatori (22)                                  | Jazz Johnson (453)     |
| LUISS Roma    | Andrea Paccariè                                                     | Riccardo Murri      | Valerio Cucci, Anrijs Miška, Marco Pasqualin (22) | Valerio Cucci (320)    |
| Treviglio     | Alessandro Finelli (1ª-19ª) Giorgio Valli (20ª-)                    | Brian Sacchetti     | 4 giocatori (22)                                  | Federico Miaschi (348) |

#### Classifica
Aggiornata al 04 febbraio 2024.
|  | Pos. | Squadra                          | Pt | G  | V  | P  | PtF  | PtS  | Diff. |
|  | ---- | -------------------------------- | -- | -- | -- | -- | ---- | ---- | ----- |
|  | 1.   | Trapani Shark                    | 42 | 22 | 21 | 1  | 2009 | 1695 | 314   |
|  | 2.   | Acqua S.Bernardo Cantù           | 34 | 22 | 17 | 5  | 1950 | 1751 | 199   |
|  | 3.   | Reale Mutua Basket Torino        | 30 | 22 | 15 | 7  | 1889 | 1810 | 79    |
|  | 4.   | Real Sebastiani Rieti            | 26 | 22 | 13 | 9  | 1796 | 1743 | 53    |
|  | 5.   | Ferraroni Juvi Cremona           | 24 | 22 | 12 | 10 | 1925 | 1889 | 36    |
|  | 6.   | Wegreenit Urania Milano          | 24 | 22 | 12 | 10 | 1849 | 1846 | 3     |
|  | 7.   | Gruppo Mascio Treviglio          | 22 | 22 | 11 | 11 | 1782 | 1788 | -6    |
|  | 8.   | LUISS Roma                       | 16 | 22 | 8  | 14 | 1736 | 1883 | -147  |
|  | 9.   | Elachem Vigevano                 | 16 | 22 | 8  | 14 | 1726 | 1814 | -88   |
|  | 10.  | Moncada Energy Agrigento         | 12 | 22 | 6  | 16 | 1662 | 1785 | -123  |
|  | 11.  | Novipiù Monferrato Basket        | 10 | 22 | 5  | 17 | 1752 | 1876 | -124  |
|  | 12.  | Benacquista Assicurazioni Latina | 8  | 22 | 4  | 18 | 1736 | 1932 | -196  |

Legenda:
      Partecipante al girone play-off.
 Promossa dopo i play-off in Serie A.
      Partecipante al girone play-out.
 Retrocessa dopo i play-out in Serie B Nazionale.
      Retrocessa direttamente in Serie B Nazionale.
Regolamento:
Due punti a vittoria, zero a sconfitta.
Note:

#### Tabellone
|              | AGR    | CAN    | MON     | JCR    | LAT   | MIL    | RIE   | ROM    | TOR   | TRA    | TRE   | VIG   |
| ------------ | ------ | ------ | ------- | ------ | ----- | ------ | ----- | ------ | ----- | ------ | ----- | ----- |
| Agrigento    |        | 96–78  | 83–66   | 89–82  | 88–77 | 63–65  | 67–75 | 70–62  | 70–77 | 76–98  | 69–76 | 62–80 |
| Cantù        | 85–71  |        | 90–74   | 96–92  | 90–72 | 84–85  | 81–66 | 108–77 | 96–83 | 67–71  | 89–90 | 90–73 |
| Monferrato   | 76–74  | 71–92  |         | 66–74  | 71–86 | 97–83  | 97–92 | 78–79  | 71–82 | 67–78  | 67–86 | 86–61 |
| Juvi Cremona | 101–82 | 87–90  | 110–103 |        | 90–76 | 95–82  | 79–77 | 101–77 | 88–99 | 68–90  | 87–80 | 99–76 |
| Latina       | 80–71  | 70–81  | 94–103  | 89–91  |       | 69–80  | 71–84 | 88–94  | 79–83 | 81–104 | 90–92 | 66–91 |
| Milano       | 69–75  | 84–97  | 92–75   | 81–87  | 96–82 |        | 84–86 | 102–89 | 70–65 | 81–91  | 81–79 | 86–83 |
| Rieti        | 85–84  | 74–96  | 72–71   | 85–76  | 90–70 | 78–82  |       | 81–72  | 91–84 | 77–80  | 85–76 | 80–71 |
| Roma         | 83–80  | 93–101 | 79–74   | 89–92  | 76–86 | 84–80  | 65–90 |        | 71–79 | 84–106 | 67–61 | 79–71 |
| Torino       | 88–77  | 76–87  | 112–98  | 96–80  | 87–71 | 94–91  | 86–84 | 105–98 |       | 92–93  | 84–63 | 91–88 |
| Trapani      | 105–72 | 78–95  | 91–85   | 82–75  | 99–68 | 104–83 | 95–71 | 82–78  | 90–79 |        | 93–69 | 93–67 |
| Treviglio    | 92–72  | 69–75  | 88–79   | 100–96 | 84–76 | 88–92  | 89–88 | 87–69  | 72–74 | 78–96  |       | 68–90 |
| Vigevano     | 85–71  | 99–82  | 78–77   | 84–75  | 87–95 | 81–100 | 67–85 | 61–71  | 82–73 | 82–90  | 69–95 |       |

### Girone Rosso

#### Squadre
| Squadra             | Stagione | Città                               | Palazzetto                                  | Stagione precedente         |
| ------------------- | -------- | ----------------------------------- | ------------------------------------------- | --------------------------- |
| Fortitudo Bologna   | dettagli | Bologna                             | PalaDozza                                   | 6ª in Serie A2 Girone Rosso |
| Pall. Orzinuovi     | dettagli | Orzinuovi (BS)                      | PalaBertocchi                               | 1ª in Serie B Girone B      |
| Benedetto XIV Cento | dettagli | Cento (FE)                          | Baltur Arena                                | 2ª in Serie A2 Girone Rosso |
| Pall. Trieste       | dettagli | Trieste                             | PalaTrieste                                 | 15ª in Serie A, retrocessa  |
| San Giobbe Chiusi   | dettagli | Chiusi (SI)                         | PalaPania                                   | 9ª in Serie A2 Girone Rosso |
| UEB Cividale        | dettagli | Cividale del Friuli (UD)            | PalaGesteco                                 | 5ª in Serie A2 Girone Rosso |
| Scaligera Verona    | dettagli | Verona                              | Pala AGSM AIM                               | 16ª in Serie A, retrocessa  |
| Pall. Forlì 2.015   | dettagli | Forlì                               | Unieuro Arena                               | 1ª in Serie A2 Girone Rosso |
| U.C.C. Piacenza     | dettagli | Codogno, Casalpusterlengo, Piacenza | PalaBanca                                   | 6ª in Serie A2 Girone Verde |
| Nardò Basket        | dettagli | Nardò (LE)                          | Palasport San Giuseppe da Copertino (Lecce) | 8ª in Serie A2 Girone Rosso |
| Rinascita B. Rimini | dettagli | Rimini                              | Palasport Flaminio                          | 7ª in Serie A2 Girone Rosso |
| Amici Pall. Udinese | dettagli | Udine                               | PalaCarnera                                 | 4ª in Serie A2 Girone Rosso |

#### Allenatori e primatisti
| Squadra         | Allenatore                                       | Capitano           | Cestista più presente                                | Miglior marcatore       |
| --------------- | ------------------------------------------------ | ------------------ | ---------------------------------------------------- | ----------------------- |
| Fortitudo       | Attilio Caja                                     | Matteo Fantinelli  | 5 giocatori (22)                                     | Pietro Aradori (346)    |
| Orzinuovi       | Andrea Zanchi                                    | Giovanni Gasparin  | Alessandro Bertini (22)                              | Grant Basile (226)      |
| Cento           | Matteo Mecacci                                   | Giovanni Tomassini | 5 giocatori (22)                                     | Federico Mussini (339)  |
| Trieste         | Jamion Christian                                 | Lodovico Deangeli  | Francesco Candussi, Lodovico Deangeli (22)           | Eli Brooks (315)        |
| Chiusi          | Giovanni Bassi                                   | Davide Bozzetto    | 4 giocatori (22)                                     | Austin Tilghman (303)   |
| Cividale        | Stefano Pillastrini                              | Eugenio Rota       | 5 giocatori (22)                                     | Lucio Redivo (398)      |
| Verona          | Alessandro Ramagli                               | Guido Rosselli     | 5 giocatori (22)                                     | Gabe Devoe (346)        |
| Forlì           | Antimo Martino                                   | Daniele Cinciarini | 7 giocatori (22)                                     | Kadeem Allen (335)      |
| U.C.C. Piacenza | Stefano Salieri                                  | Gherardo Sabatini  | 7 giocatori (22)                                     | Giovanni Veronesi (300) |
| Nardò           | Gennaro Di Carlo (1ª-20ª) Luca Dalmonte (21ª-)   | Andrea Latorre     | Wayne Stewart, Andrea La Torre, Lorenzo Maspero (22) | Wayne Stewart (387)     |
| Rimini          | Mattia Ferrari (1ª-8ª) Sandro Dell'Agnello (9ª-) | Stefano Masciadri  | 6 giocatori (22)                                     | Derrick Marks (401)     |
| Udine           | Adriano Vertemati                                | Diego Monaldi      | 5 giocatori (22)                                     | Jason Clark (296)       |

#### Classifica
Aggiornata al 04 febbraio 2024.
|  | Pos. | Squadra                               | Pt | G  | V  | P  | PtF  | PtS  | Diff. |
|  | ---- | ------------------------------------- | -- | -- | -- | -- | ---- | ---- | ----- |
|  | 1.   | Unieuro Pallacanestro 2.015 Forlì     | 36 | 22 | 18 | 4  | 1756 | 1610 | 146   |
|  | 2.   | Flats Service Fortitudo Bologna       | 34 | 22 | 17 | 5  | 1682 | 1562 | 120   |
|  | 3.   | Apu Old Wild West Udine               | 30 | 22 | 15 | 7  | 1732 | 1537 | 195   |
|  | 4.   | Tezenis Scaligera Verona              | 30 | 22 | 15 | 7  | 1670 | 1580 | 90    |
|  | 5.   | Pallacanestro Trieste 2004            | 28 | 22 | 14 | 8  | 1751 | 1715 | 36    |
|  | 6.   | UCC Assigeco Piacenza                 | 18 | 22 | 9  | 13 | 1672 | 1660 | 12    |
|  | 7.   | Rivierabanca Rinascita Basket Rimini  | 18 | 22 | 9  | 13 | 1696 | 1690 | 6     |
|  | 8.   | Sella Benedetto XIV Cento             | 18 | 22 | 9  | 13 | 1624 | 1730 | -106  |
|  | 9.   | Nardò Basket                          | 16 | 22 | 8  | 14 | 1661 | 1805 | -144  |
|  | 10.  | UEB Gesteco Cividale                  | 14 | 22 | 7  | 15 | 1628 | 1708 | -80   |
|  | 11.  | Agribertocchi Pallacanestro Orzinuovi | 12 | 22 | 6  | 16 | 1617 | 1685 | -68   |
|  | 12.  | Umana San Giobbe Chiusi               | 10 | 22 | 5  | 17 | 1425 | 1632 | -207  |

Legenda:
      Partecipante al girone play-off.
 Promossa dopo i play-off in Serie A.
      Partecipante al girone play-out.
Orzinuovi retrocessa dopo i play-out ritrova la categoria incorporando Treviglio.
      Retrocessa direttamente in Serie B Nazionale.
Regolamento:
Due punti a vittoria, zero a sconfitta.
Note:
.

#### Tabellone
|                   | BFO   | CEN   | CHS   | CIV   | FOR     | NAR   | ORZ   | PIA   | RIM   | TRI   | UDI   | VER   |
| ----------------- | ----- | ----- | ----- | ----- | ------- | ----- | ----- | ----- | ----- | ----- | ----- | ----- |
| Fortitudo Bologna |       | 84–72 | 72–51 | 90–77 | 73–63   | 71–69 | 89–77 | 94–92 | 84–77 | 89–75 | 68–54 | 68–75 |
| Cento             | 61–57 |       | 71–62 | 78–67 | 61–78   | 93–94 | 82–96 | 74–86 | 78–89 | 94–89 | 80–93 | 78–85 |
| Chiusi            | 75–82 | 57–53 |       | 51–69 | 62–71   | 60–58 | 70–65 | 97–92 | 65–81 | 65–76 | 43–79 | 59–64 |
| Cividale          | 65–69 | 83–84 | 82–58 |       | 86–77   | 75–79 | 71–75 | 62–85 | 82–77 | 81–66 | 59–92 | 66–72 |
| Forlì             | 77–74 | 82–62 | 82–74 | 84–78 |         | 99–70 | 86–69 | 63–58 | 76–68 | 92–64 | 87–84 | 76–68 |
| Nardò             | 79–97 | 79–86 | 71–69 | 91–81 | 107–114 |       | 90–88 | 78–70 | 72–68 | 75–83 | 79–84 | 57–69 |
| Orzinuovi         | 65–66 | 56–97 | 76–71 | 68–73 | 71–72   | 81–64 |       | 92–81 | 74–70 | 69–87 | 77–78 | 72–73 |
| Piacenza          | 59–63 | 77–59 | 64–73 | 87–72 | 77–80   | 80–65 | 57–54 |       | 86–78 | 84–87 | 69–67 | 75–72 |
| Rimini            | 74–82 | 77–82 | 78–64 | 67–69 | 68–80   | 83–65 | 90–76 | 83–78 |       | 62–81 | 78–73 | 73–71 |
| Trieste           | 65–84 | 80–66 | 98–90 | 86–79 | 79–62   | 96–82 | 80–75 | 86–69 | 76–90 |       | 57–54 | 88–85 |
| Udine             | 87–56 | 82–61 | 78–60 | 90–80 | 61–73   | 79–57 | 82–61 | 91–82 | 92–87 | 87–83 |       | 76–63 |
| Verona            | 73–70 | 77–80 | 70–49 | 80–71 | 96–82   | 79–80 | 86–80 | 70–64 | 84–78 | 81–69 | 77–69 |       |

## Fase a orologio
Ogni squadra incontra le squadre dell'altro girone in gare di sola andata. I punti accumulati vengono aggiunti nella classifica del girone di appartenenza della prima fase. Le squadre antecedenti vengono affrontate in trasferta, mentre quelle precedenti in casa. La prima classificata affronterà le ultime 5 in trasferta. 

### Girone Verde

#### Classifica
Aggiornata al 21 aprile 2024.
|  | Pos. | Squadra                          | Pt | G  | V  | P  | PtF  | PtS  | Diff. |
|  | ---- | -------------------------------- | -- | -- | -- | -- | ---- | ---- | ----- |
|  | 1.   | Trapani Shark                    | 58 | 32 | 29 | 3  | 2809 | 2447 | 362   |
|  | 2.   | Acqua S.Bernardo Cantù           | 46 | 32 | 23 | 9  | 2727 | 2523 | 204   |
|  | 3.   | Real Sebastiani Rieti            | 40 | 32 | 20 | 12 | 2602 | 2486 | 116   |
|  | 4.   | Reale Mutua Basket Torino        | 40 | 32 | 20 | 12 | 2670 | 2594 | 76    |
|  | 5.   | Wegreenit Urania Milano          | 30 | 32 | 15 | 17 | 2630 | 2697 | -67   |
|  | 6.   | Ferraroni Juvi Cremona           | 28 | 32 | 14 | 18 | 2619 | 2698 | -79   |
|  | 7.   | Gruppo Mascio Treviglio          | 28 | 32 | 14 | 18 | 2519 | 2548 | -29   |
|  | 8.   | Elachem Vigevano                 | 22 | 32 | 11 | 21 | 2474 | 2604 | -130  |
|  | 9.   | LUISS Roma                       | 18 | 32 | 9  | 23 | 2476 | 2734 | -258  |
|  | 10.  | Moncada Energy Agrigento         | 16 | 32 | 8  | 24 | 2390 | 2605 | -215  |
|  | 11.  | Benacquista Assicurazioni Latina | 14 | 32 | 7  | 25 | 2443 | 2709 | -266  |
|  | 12.  | Novipiù Monferrato Basket        | 14 | 32 | 7  | 25 | 2541 | 2720 | -179  |

Legenda:
      Partecipante al girone play-off.
 Promossa dopo i play-off in Serie A.
      Partecipante al girone play-out.
 Retrocessa dopo i play-out in Serie B Nazionale.
      Retrocessa direttamente in Serie B Nazionale.
Regolamento:
Due punti a vittoria, zero a sconfitta.
Note:

### Girone Rosso

#### Classifica
Aggiornata al 21 aprile 2024.
|  | Pos. | Squadra                               | Pt | G  | V  | P  | PtF  | PtS  | Diff. |
|  | ---- | ------------------------------------- | -- | -- | -- | -- | ---- | ---- | ----- |
|  | 1    | Unieuro Pallacanestro 2.015 Forlì     | 52 | 32 | 26 | 6  | 2538 | 2348 | 190   |
|  | 2    | Flats Service Fortitudo Bologna       | 44 | 32 | 22 | 10 | 2453 | 2300 | 153   |
|  | 3.   | Apu Old Wild West Udine               | 42 | 32 | 21 | 11 | 2488 | 2279 | 209   |
|  | 4.   | Tezenis Scaligera Verona              | 40 | 32 | 20 | 12 | 2467 | 2359 | 108   |
|  | 5.   | Pallacanestro Trieste 2004            | 36 | 32 | 18 | 14 | 2597 | 2516 | 81    |
|  | 6.   | Rivierabanca Rinascita Basket Rimini  | 36 | 32 | 18 | 14 | 2528 | 2429 | 99    |
|  | 7.   | UEB Gesteco Cividale                  | 34 | 32 | 17 | 15 | 2449 | 2410 | 39    |
|  | 8.   | UCC Assigeco Piacenza                 | 32 | 32 | 16 | 16 | 2515 | 2440 | 75    |
|  | 9.   | Sella Benedetto XIV Cento             | 30 | 32 | 15 | 17 | 2407 | 2486 | -79   |
|  | 10.  | Nardò Basket                          | 26 | 32 | 13 | 19 | 2422 | 2576 | -154  |
|  | 11.  | Umana San Giobbe Chiusi               | 22 | 32 | 11 | 21 | 2192 | 2354 | -162  |
|  | 12.  | Agribertocchi Pallacanestro Orzinuovi | 20 | 32 | 10 | 22 | 2411 | 2505 | -94   |

Legenda:
      Partecipante al girone play-off.
 Promossa dopo i play-off in Serie A.
      Partecipante al girone play-out.
 Retrocessa dopo i play-out in Serie B Nazionale.
      Retrocessa direttamente in Serie B Nazionale.
Regolamento:
Due punti a vittoria, zero a sconfitta.
Note:
.

### Calendario
|         | 1ª giornata                                              |       |
|         |                                                          |       |
| 9 feb.  | UEB Gesteco Cividale - Trapani Shark                     | 73-68 |
| 10 feb. | Pallacanestro Trieste - Luiss Roma                       | 85-88 |
| 10 feb. | Sella Cento - Novipiù Monferrato                         | 79-73 |
| 11 feb. | Apu Old Wild West Udine - Wegreenit Urania Milano        | 90-72 |
| 11 feb. | Flats Service Fortitudo Bologna - Ferraroni Juvi Cremona | 93-72 |
| 11 feb. | Umana Chiusi - Reale Mutua Torino                        | 68-72 |
| 11 feb. | Unieuro Forlì - Real Sebastiani Rieti                    | 83-73 |
| 11 feb. | Agribertocchi Orzinuovi - Acqua S.Bernardo Cantù         | 88-86 |
| 11 feb. | HDL Nardò Basket - Benacquista Assicurazioni Latina      | 70-68 |
| 11 feb. | RivieraBanca Basket Rimini - Moncada Energy Agrigento    | 73-61 |
| 11 feb. | UCC Assigeco Piacenza - Elachem Vigevano 1955            | 74-68 |
| 12 feb. | Tezenis Verona - Gruppo Mascio Treviglio                 | 68-67 |

|         | 2ª giornata                                                |       |
|         |                                                            |       |
| 15 feb. | Wegreenit Urania Milano - HDL Nardò Basket                 | 71-81 |
| 17 feb. | Luiss Roma - Agribertocchi Orzinuovi                       | 72-74 |
| 17 feb. | Acqua S.Bernardo Cantù - Pallacanestro Trieste             | 96-92 |
| 17 feb. | Trapani Shark - Tezenis Verona                             | 89-81 |
| 17 feb. | Gruppo Mascio Treviglio - UEB Gesteco Cividale             | 77-79 |
| 18 feb. | Novipiù Monferrato - Flats Service Fortitudo Bologna       | 89-67 |
| 18 feb. | Elachem Vigevano 1955 - Umana Chiusi                       | 76-70 |
| 18 feb. | Moncada Energy Agrigento - Unieuro Forlì                   | 69-80 |
| 18 feb. | Ferraroni Juvi Cremona - Sella Cento                       | 76-82 |
| 18 feb. | Real Sebastiani Rieti - RivieraBanca Basket Rimini         | 93-86 |
| 19 feb. | Reale Mutua Torino - UCC Assigeco Piacenza                 | 91-86 |
| 6 mar.  | Benacquista Assicurazioni Latina - Apu Old Wild West Udine | 72-81 |

|         | 1ª giornata                                              |       |
|         |                                                          |       |
| 9 feb.  | UEB Gesteco Cividale - Trapani Shark                     | 73-68 |
| 10 feb. | Pallacanestro Trieste - Luiss Roma                       | 85-88 |
| 10 feb. | Sella Cento - Novipiù Monferrato                         | 79-73 |
| 11 feb. | Apu Old Wild West Udine - Wegreenit Urania Milano        | 90-72 |
| 11 feb. | Flats Service Fortitudo Bologna - Ferraroni Juvi Cremona | 93-72 |
| 11 feb. | Umana Chiusi - Reale Mutua Torino                        | 68-72 |
| 11 feb. | Unieuro Forlì - Real Sebastiani Rieti                    | 83-73 |
| 11 feb. | Agribertocchi Orzinuovi - Acqua S.Bernardo Cantù         | 88-86 |
| 11 feb. | HDL Nardò Basket - Benacquista Assicurazioni Latina      | 70-68 |
| 11 feb. | RivieraBanca Basket Rimini - Moncada Energy Agrigento    | 73-61 |
| 11 feb. | UCC Assigeco Piacenza - Elachem Vigevano 1955            | 74-68 |
| 12 feb. | Tezenis Verona - Gruppo Mascio Treviglio                 | 68-67 |

|         | 2ª giornata                                                |       |
|         |                                                            |       |
| 15 feb. | Wegreenit Urania Milano - HDL Nardò Basket                 | 71-81 |
| 17 feb. | Luiss Roma - Agribertocchi Orzinuovi                       | 72-74 |
| 17 feb. | Acqua S.Bernardo Cantù - Pallacanestro Trieste             | 96-92 |
| 17 feb. | Trapani Shark - Tezenis Verona                             | 89-81 |
| 17 feb. | Gruppo Mascio Treviglio - UEB Gesteco Cividale             | 77-79 |
| 18 feb. | Novipiù Monferrato - Flats Service Fortitudo Bologna       | 89-67 |
| 18 feb. | Elachem Vigevano 1955 - Umana Chiusi                       | 76-70 |
| 18 feb. | Moncada Energy Agrigento - Unieuro Forlì                   | 69-80 |
| 18 feb. | Ferraroni Juvi Cremona - Sella Cento                       | 76-82 |
| 18 feb. | Real Sebastiani Rieti - RivieraBanca Basket Rimini         | 93-86 |
| 19 feb. | Reale Mutua Torino - UCC Assigeco Piacenza                 | 91-86 |
| 6 mar.  | Benacquista Assicurazioni Latina - Apu Old Wild West Udine | 72-81 |

|         | 3ª giornata                                                  |       |
|         |                                                              |       |
| 24 feb. | UCC Assigeco Piacenza - Novipiù Monferrato                   | 89-76 |
| 24 feb. | Unieuro Forlì - Wegreenit Urania Milano                      | 73-59 |
| 25 feb. | Agribertocchi Orzinuovi - Real Sebastiani Rieti              | 72-74 |
| 25 feb. | HDL Nardò Basket - Acqua S.Bernardo Cantù                    | 75-80 |
| 25 feb. | Pallacanestro Trieste - Moncada Energy Agrigento             | 73-57 |
| 25 feb. | Tezenis Verona - Elachem Vigevano 1955                       | 75-84 |
| 14 mar. | Apu Old Wild West Udine - Luiss Roma                         | 76-62 |
| 15 mar. | UEB Gesteco Cividale - Reale Mutua Torino                    | 78-68 |
| 17 mar. | Umana Chiusi - Ferraroni Juvi Cremona                        | 70-71 |
| 17 mar. | RivieraBanca Basket Rimini- Benacquista Assicurazioni Latina | 92-73 |
| 10 apr. | Sella Cento - Trapani Shark                                  | 85-88 |
| 10 apr. | Flats Service Fortitudo Bologna - Gruppo Mascio Treviglio    | 78-82 |

|        | 4ª giornata                                              |       |
|        |                                                          |       |
| 2 mar. | Moncada Energy Agrigento - Apu Old Wild West Udine       | 70-82 |
| 2 mar. | Wegreenit Urania Milano - Agribertocchi Orzinuovi        | 82-75 |
| 3 mar. | Real Sebastiani Rieti - HDL Nardò Basket                 | 77-46 |
| 3 mar. | Acqua S.Bernardo Cantù - RivieraBanca Basket Rimini      | 83-84 |
| 3 mar. | Trapani Shark - UCC Assigeco Piacenza                    | 74-67 |
| 3 mar. | Novipiù Monferrato - Tezenis Verona                      | 79-80 |
| 3 mar. | Benacquista Assicurazioni Latina - Pallacanestro Trieste | 70-67 |
| 3 mar. | Luiss Roma - Unieuro Forlì                               | 79-81 |
| 3 mar. | Gruppo Mascio Treviglio - Umana Chiusi                   | 68-69 |
| 3 mar. | Ferraroni Juvi Cremona - UEB Gesteco Cividale            | 72-86 |
| 3 mar. | Reale Mutua Torino - Sella Cento                         | 76-60 |
| 3 mar. | Elachem Vigevano 1955 - Flats Service Fortitudo Bologna  | 72-80 |

|         | 3ª giornata                                                  |       |
|         |                                                              |       |
| 24 feb. | UCC Assigeco Piacenza - Novipiù Monferrato                   | 89-76 |
| 24 feb. | Unieuro Forlì - Wegreenit Urania Milano                      | 73-59 |
| 25 feb. | Agribertocchi Orzinuovi - Real Sebastiani Rieti              | 72-74 |
| 25 feb. | HDL Nardò Basket - Acqua S.Bernardo Cantù                    | 75-80 |
| 25 feb. | Pallacanestro Trieste - Moncada Energy Agrigento             | 73-57 |
| 25 feb. | Tezenis Verona - Elachem Vigevano 1955                       | 75-84 |
| 14 mar. | Apu Old Wild West Udine - Luiss Roma                         | 76-62 |
| 15 mar. | UEB Gesteco Cividale - Reale Mutua Torino                    | 78-68 |
| 17 mar. | Umana Chiusi - Ferraroni Juvi Cremona                        | 70-71 |
| 17 mar. | RivieraBanca Basket Rimini- Benacquista Assicurazioni Latina | 92-73 |
| 10 apr. | Sella Cento - Trapani Shark                                  | 85-88 |
| 10 apr. | Flats Service Fortitudo Bologna - Gruppo Mascio Treviglio    | 78-82 |

|        | 4ª giornata                                              |       |
|        |                                                          |       |
| 2 mar. | Moncada Energy Agrigento - Apu Old Wild West Udine       | 70-82 |
| 2 mar. | Wegreenit Urania Milano - Agribertocchi Orzinuovi        | 82-75 |
| 3 mar. | Real Sebastiani Rieti - HDL Nardò Basket                 | 77-46 |
| 3 mar. | Acqua S.Bernardo Cantù - RivieraBanca Basket Rimini      | 83-84 |
| 3 mar. | Trapani Shark - UCC Assigeco Piacenza                    | 74-67 |
| 3 mar. | Novipiù Monferrato - Tezenis Verona                      | 79-80 |
| 3 mar. | Benacquista Assicurazioni Latina - Pallacanestro Trieste | 70-67 |
| 3 mar. | Luiss Roma - Unieuro Forlì                               | 79-81 |
| 3 mar. | Gruppo Mascio Treviglio - Umana Chiusi                   | 68-69 |
| 3 mar. | Ferraroni Juvi Cremona - UEB Gesteco Cividale            | 72-86 |
| 3 mar. | Reale Mutua Torino - Sella Cento                         | 76-60 |
| 3 mar. | Elachem Vigevano 1955 - Flats Service Fortitudo Bologna  | 72-80 |

|         | 5ª giornata                                             |        |
|         |                                                         |        |
| 8 mar.  | Sella Cento - Moncada Energy Agrigento                  | 82-70  |
| 9 mar.  | UCC Assigeco Piacenza - Luiss Roma                      | 95-81  |
| 9 mar.  | UEB Gesteco Cividale - Benacquista Assicurazioni Latina | 75-58  |
| 9 mar.  | HDL Nardò Basket - Novipiù Monferrato                   | 100-80 |
| 9 mar.  | Tezenis Verona - Wegreenit Urania Milano                | 89-93  |
| 10 mar. | Unieuro Forlì - Reale Mutua Torino                      | 69-78  |
| 10 mar. | Umana Chiusi - Acqua S.Bernardo Cantù                   | 75-65  |
| 10 mar. | Agribertocchi Orzinuovi - Trapani Shark                 | 83-93  |
| 10 mar. | RivieraBanca Basket Rimini - Elachem Vigevano 1955      | 82-72  |
| 10 mar. | Pallacanestro Trieste - Gruppo Mascio Treviglio         | 86-76  |
| 10 mar. | Apu Old Wild West Udine - Ferraroni Juvi Cremona        | 86-68  |
| 10 mar. | Flats Service Fortitudo Bologna - Real Sebastiani Rieti | 70-76  |

|         | 6ª giornata                                                        |        |
|         |                                                                    |        |
| 22 mar. | Reale Mutua Torino - Pallacanestro Trieste                         | 103-91 |
| 23 mar. | Luiss Roma - UEB Gesteco Cividale                                  | 68-88  |
| 23 mar. | Benacquista Assicurazioni Latina - Flats Service Fortitudo Bologna | 63-77  |
| 23 mar. | Novipiù Monferrato - Unieuro Forlì                                 | 75-77  |
| 23 mar. | Gruppo Mascio Treviglio - HDL Nardò Basket                         | 76-62  |
| 24 mar. | Wegreenit Urania Milano - Sella Cento                              | 81-99  |
| 24 mar. | Real Sebastiani Rieti - UCC Assigeco Piacenza                      | 82-85  |
| 24 mar. | Trapani Shark - Apu Old Wild West Udine                            | 78-66  |
| 24 mar. | Moncada Energy Agrigento - Umana Chiusi                            | 84-88  |
| 24 mar. | FElachem Vigevano 1955 - Agribertocchi Orzinuovi                   | 91-70  |
| 25 mar. | Ferraroni Juvi Cremona - RivieraBanca Basket Rimini                | 58-64  |
| 25 mar. | Acqua S.Bernardo Cantù - Tezenis Verona                            | 74-69  |

|         | 5ª giornata                                             |        |
|         |                                                         |        |
| 8 mar.  | Sella Cento - Moncada Energy Agrigento                  | 82-70  |
| 9 mar.  | UCC Assigeco Piacenza - Luiss Roma                      | 95-81  |
| 9 mar.  | UEB Gesteco Cividale - Benacquista Assicurazioni Latina | 75-58  |
| 9 mar.  | HDL Nardò Basket - Novipiù Monferrato                   | 100-80 |
| 9 mar.  | Tezenis Verona - Wegreenit Urania Milano                | 89-93  |
| 10 mar. | Unieuro Forlì - Reale Mutua Torino                      | 69-78  |
| 10 mar. | Umana Chiusi - Acqua S.Bernardo Cantù                   | 75-65  |
| 10 mar. | Agribertocchi Orzinuovi - Trapani Shark                 | 83-93  |
| 10 mar. | RivieraBanca Basket Rimini - Elachem Vigevano 1955      | 82-72  |
| 10 mar. | Pallacanestro Trieste - Gruppo Mascio Treviglio         | 86-76  |
| 10 mar. | Apu Old Wild West Udine - Ferraroni Juvi Cremona        | 86-68  |
| 10 mar. | Flats Service Fortitudo Bologna - Real Sebastiani Rieti | 70-76  |

|         | 6ª giornata                                                        |        |
|         |                                                                    |        |
| 22 mar. | Reale Mutua Torino - Pallacanestro Trieste                         | 103-91 |
| 23 mar. | Luiss Roma - UEB Gesteco Cividale                                  | 68-88  |
| 23 mar. | Benacquista Assicurazioni Latina - Flats Service Fortitudo Bologna | 63-77  |
| 23 mar. | Novipiù Monferrato - Unieuro Forlì                                 | 75-77  |
| 23 mar. | Gruppo Mascio Treviglio - HDL Nardò Basket                         | 76-62  |
| 24 mar. | Wegreenit Urania Milano - Sella Cento                              | 81-99  |
| 24 mar. | Real Sebastiani Rieti - UCC Assigeco Piacenza                      | 82-85  |
| 24 mar. | Trapani Shark - Apu Old Wild West Udine                            | 78-66  |
| 24 mar. | Moncada Energy Agrigento - Umana Chiusi                            | 84-88  |
| 24 mar. | FElachem Vigevano 1955 - Agribertocchi Orzinuovi                   | 91-70  |
| 25 mar. | Ferraroni Juvi Cremona - RivieraBanca Basket Rimini                | 58-64  |
| 25 mar. | Acqua S.Bernardo Cantù - Tezenis Verona                            | 74-69  |

|         | 7ª giornata                                               |        |
|         |                                                           |        |
| 29 mar. | Apu Old Wild West Udine - Gruppo Mascio Treviglio         | 73-65  |
| 30 mar. | Sella Cento - Benacquista Assicurazioni Latina            | 65-69  |
| 30 mar. | Unieuro Forlì - Ferraroni Juvi Cremona                    | 78-61  |
| 30 mar. | HDL Nardò Basket - Trapani Shark                          | 76-77  |
| 30 mar. | Pallacanestro Trieste - Elachem Vigevano 1955             | 103-57 |
| 30 mar. | Tezenis Verona - Luiss Roma                               | 89-77  |
| 30 mar. | UEB Gesteco Cividale - Acqua S.Bernardo Cantù             | 82-59  |
| 30 mar. | Flats Service Fortitudo Bologna - Wegreenit Urania Milano | 80-63  |
| 30 mar. | UCC Assigeco Piacenza - Moncada Energy Agrigento          | 94-74  |
| 31 mar. | Umana Chiusi - Real Sebastiani Rieti                      | 68-71  |
| 31 mar. | Agribertocchi Orzinuovi - Reale Mutua Torino              | 83-81  |
| 31 mar. | RivieraBanca Basket Rimini - Novipiù Monferrato           | 93-77  |

|        | 8ª giornata                                                |       |
|        |                                                            |       |
| 6 apr. | Luiss Roma - Umana Chiusi                                  | 56-81 |
| 6 apr. | Benacquista Assicurazioni Latina - Tezenis Verona          | 71-70 |
| 6 apr. | Wegreenit Urania Milano - UEB Gesteco Cividale             | 92-94 |
| 6 apr. | Ferraroni Juvi Cremona - HDL Nardò Basket                  | 73-68 |
| 6 apr. | Trapani Shark - Pallacanestro Trieste                      | 81-73 |
| 7 apr. | Elachem Vigevano 1955 - Unieuro Forlì                      | 80-85 |
| 7 apr. | Gruppo Mascio Treviglio - Agribertocchi Orzinuovi          | 79-78 |
| 7 apr. | Real Sebastiani Rieti - Sella Cento                        | 84-75 |
| 7 apr. | Acqua S.Bernardo Cantù - UCC Assigeco Piacenza             | 79-75 |
| 7 apr. | Novipiù Monferrato - Apu Old Wild West Udine               | 88-71 |
| 7 apr. | Moncada Energy Agrigento - Flats Service Fortitudo Bologna | 81-79 |
| 8 apr. | Reale Mutua Torino - RivieraBanca Basket Rimini            | 76-84 |

|         | 7ª giornata                                               |        |
|         |                                                           |        |
| 29 mar. | Apu Old Wild West Udine - Gruppo Mascio Treviglio         | 73-65  |
| 30 mar. | Sella Cento - Benacquista Assicurazioni Latina            | 65-69  |
| 30 mar. | Unieuro Forlì - Ferraroni Juvi Cremona                    | 78-61  |
| 30 mar. | HDL Nardò Basket - Trapani Shark                          | 76-77  |
| 30 mar. | Pallacanestro Trieste - Elachem Vigevano 1955             | 103-57 |
| 30 mar. | Tezenis Verona - Luiss Roma                               | 89-77  |
| 30 mar. | UEB Gesteco Cividale - Acqua S.Bernardo Cantù             | 82-59  |
| 30 mar. | Flats Service Fortitudo Bologna - Wegreenit Urania Milano | 80-63  |
| 30 mar. | UCC Assigeco Piacenza - Moncada Energy Agrigento          | 94-74  |
| 31 mar. | Umana Chiusi - Real Sebastiani Rieti                      | 68-71  |
| 31 mar. | Agribertocchi Orzinuovi - Reale Mutua Torino              | 83-81  |
| 31 mar. | RivieraBanca Basket Rimini - Novipiù Monferrato           | 93-77  |

|        | 8ª giornata                                                |       |
|        |                                                            |       |
| 6 apr. | Luiss Roma - Umana Chiusi                                  | 56-81 |
| 6 apr. | Benacquista Assicurazioni Latina - Tezenis Verona          | 71-70 |
| 6 apr. | Wegreenit Urania Milano - UEB Gesteco Cividale             | 92-94 |
| 6 apr. | Ferraroni Juvi Cremona - HDL Nardò Basket                  | 73-68 |
| 6 apr. | Trapani Shark - Pallacanestro Trieste                      | 81-73 |
| 7 apr. | Elachem Vigevano 1955 - Unieuro Forlì                      | 80-85 |
| 7 apr. | Gruppo Mascio Treviglio - Agribertocchi Orzinuovi          | 79-78 |
| 7 apr. | Real Sebastiani Rieti - Sella Cento                        | 84-75 |
| 7 apr. | Acqua S.Bernardo Cantù - UCC Assigeco Piacenza             | 79-75 |
| 7 apr. | Novipiù Monferrato - Apu Old Wild West Udine               | 88-71 |
| 7 apr. | Moncada Energy Agrigento - Flats Service Fortitudo Bologna | 81-79 |
| 8 apr. | Reale Mutua Torino - RivieraBanca Basket Rimini            | 76-84 |

|         | 9ª giornata                                                |       |
|         |                                                            |       |
| 12 apr. | UEB Gesteco Cividale - Novipiù Monferrato                  | 89-64 |
| 12 apr. | Unieuro Forlì - Acqua S.Bernardo Cantù                     | 67-77 |
| 13 apr. | UCC Assigeco Piacenza - Gruppo Mascio Treviglio            | 85-80 |
| 13 apr. | Apu Old Wild West Udine - Real Sebastiani Rieti            | 66-89 |
| 14 apr. | HDL Nardò Basket - Moncada Energy Agrigento                | 89-76 |
| 14 apr. | Sella Cento - Elachem Vigevano 1955                        | 74-72 |
| 14 apr. | RivieraBanca Basket Rimini - Luiss Roma                    | 88-64 |
| 14 apr. | Pallacanestro Trieste - Wegreenit Urania Milano            | 84-86 |
| 14 apr. | Tezenis Verona - Ferraroni Juvi Cremona                    | 89-68 |
| 14 apr. | Flats Service Fortitudo Bologna - Reale Mutua Torino       | 78-59 |
| 14 apr. | Umana Chiusi - Trapani Shark                               | 79-71 |
| 14 apr. | Agribertocchi Orzinuovi - Benacquista Assicurazioni Latina | 91-76 |

|         | 10ª giornata                                         |       |
|         |                                                      |       |
| 21 apr. | Novipiù Monferrato - Umana Chiusi                    | 88-99 |
| 21 apr. | Moncada Energy Agrigento - Agribertocchi Orzinuovi   | 86-80 |
| 21 apr. | Elachem Vigevano 1955 - UEB Gesteco Cividale         | 76-77 |
| 21 apr. | Luiss Roma - HDL Nardò Basket                        | 93-94 |
| 21 apr. | Gruppo Mascio Treviglio - Sella Cento                | 67-82 |
| 21 apr. | Wegreenit Urania Milano - RivieraBanca Basket Rimini | 82-86 |
| 21 apr. | Ferraroni Juvi Cremona - UCC Assigeco Piacenza       | 75-93 |
| 21 apr. | Real Sebastiani Rieti - Pallacanestro Trieste        | 87-92 |
| 21 apr. | Reale Mutua Torino - Tezenis Verona                  | 77-87 |
| 21 apr. | Acqua S.Bernardo Cantù - Apu Old Wild West Udine     | 78-65 |
| 21 apr. | Trapani Shark - Flats Service Fortitudo Bologna      | 81-69 |
| 21 apr. | Benacquista Assicurazioni Latina - Unieuro Forlì     | 87-89 |

|         | 9ª giornata                                                |       |
|         |                                                            |       |
| 12 apr. | UEB Gesteco Cividale - Novipiù Monferrato                  | 89-64 |
| 12 apr. | Unieuro Forlì - Acqua S.Bernardo Cantù                     | 67-77 |
| 13 apr. | UCC Assigeco Piacenza - Gruppo Mascio Treviglio            | 85-80 |
| 13 apr. | Apu Old Wild West Udine - Real Sebastiani Rieti            | 66-89 |
| 14 apr. | HDL Nardò Basket - Moncada Energy Agrigento                | 89-76 |
| 14 apr. | Sella Cento - Elachem Vigevano 1955                        | 74-72 |
| 14 apr. | RivieraBanca Basket Rimini - Luiss Roma                    | 88-64 |
| 14 apr. | Pallacanestro Trieste - Wegreenit Urania Milano            | 84-86 |
| 14 apr. | Tezenis Verona - Ferraroni Juvi Cremona                    | 89-68 |
| 14 apr. | Flats Service Fortitudo Bologna - Reale Mutua Torino       | 78-59 |
| 14 apr. | Umana Chiusi - Trapani Shark                               | 79-71 |
| 14 apr. | Agribertocchi Orzinuovi - Benacquista Assicurazioni Latina | 91-76 |

|         | 10ª giornata                                         |       |
|         |                                                      |       |
| 21 apr. | Novipiù Monferrato - Umana Chiusi                    | 88-99 |
| 21 apr. | Moncada Energy Agrigento - Agribertocchi Orzinuovi   | 86-80 |
| 21 apr. | Elachem Vigevano 1955 - UEB Gesteco Cividale         | 76-77 |
| 21 apr. | Luiss Roma - HDL Nardò Basket                        | 93-94 |
| 21 apr. | Gruppo Mascio Treviglio - Sella Cento                | 67-82 |
| 21 apr. | Wegreenit Urania Milano - RivieraBanca Basket Rimini | 82-86 |
| 21 apr. | Ferraroni Juvi Cremona - UCC Assigeco Piacenza       | 75-93 |
| 21 apr. | Real Sebastiani Rieti - Pallacanestro Trieste        | 87-92 |
| 21 apr. | Reale Mutua Torino - Tezenis Verona                  | 77-87 |
| 21 apr. | Acqua S.Bernardo Cantù - Apu Old Wild West Udine     | 78-65 |
| 21 apr. | Trapani Shark - Flats Service Fortitudo Bologna      | 81-69 |
| 21 apr. | Benacquista Assicurazioni Latina - Unieuro Forlì     | 87-89 |

## Girone salvezza
Vi fanno parte le squadre classificate al 9º, 10º e 11º posto nei due gironi al termine della fase a orologio. Le squadre si affronteranno con gare di andata e ritorno, che andranno sommate alla classifica ottenuta dopo la fase a orologio. Le prime 2 rimarranno nel campionato attuale, le ultime 4 saranno retrocesse in Serie B per la stagione 2024-2025.

### Classifica
Aggiornata al 10 giugno 2024.
|  | Pos. | Squadra      | Pt | G  | V  | P  | PtF  | PtS  | Diff. |
|  | ---- | ------------ | -- | -- | -- | -- | ---- | ---- | ----- |
|  | 1.   | Cento        | 42 | 42 | 21 | 21 | 3182 | 3266 | -84   |
|  | 2.   | Nardò Basket | 36 | 42 | 18 | 24 | 3186 | 3352 | -166  |
|  | 3.   | Chiusi       | 32 | 42 | 16 | 26 | 2978 | 3078 | -100  |
|  | 4.   | Agrigento    | 30 | 42 | 15 | 27 | 3195 | 3382 | -187  |
|  | 5.   | LUISS Roma   | 24 | 42 | 12 | 30 | 3241 | 3543 | -302  |
|  | 6.   | Latina       | 22 | 42 | 11 | 31 | 3198 | 3493 | -295  |

### Tabellone
|           | AGR   | CEN    | CHS   | NAR   | LAT   | ROM    |
| --------- | ----- | ------ | ----- | ----- | ----- | ------ |
| Agrigento |       | 79–84  | 84–71 | 81–68 | 89–87 | 100–74 |
| Cento     | 79–68 |        | 62–47 | 88–74 | 80–88 | 88–85  |
| Chiusi    | 91–94 | 103–62 |       | 87–77 | 61–74 | 89–76  |
| Nardò     | 61–68 | 83–78  | 71–69 |       | 66–60 | 92–77  |
| Latina    | 77–81 | 84–81  | 64–91 | 79–85 |       | 67–65  |
| Roma      | 85–61 | 69–73  | 60–77 | 89–87 | 85–75 |        |

## Play-off
Tutti i turni dei play-off si disputano al meglio delle cinque gare, con Gara 1, Gara 2 ed eventuale Gara 5 giocate in casa della squadra che ha ottenuto la migliore classifica al termine della fase di qualificazione.
La vincente di ciascun tabellone dei play-off sarà promossa in Serie A per la stagione 2024-2025.

### Tabellone Silver
|  | Quarti di finale | Quarti di finale      | Quarti di finale      | Quarti di finale      | Quarti di finale | Quarti di finale | Quarti di finale |  |  | Semifinali | Semifinali            | Semifinali            | Semifinali            | Semifinali        | Semifinali | Semifinali |    |    | Finale | Finale        | Finale        | Finale | Finale | Finale | Finale |  |
|  |                  |                       |                       |                       |                  |                  |                  |  |  |            |                       |                       |                       |                   |            |            |    |    |        |               |               |        |        |        |        |  |
|  | 1V               | Trapani Shark         | Trapani Shark         | 90                    | 69               | 86               | 85               |  |  |            |                       |                       |                       |                   |            |            |    |    |        |               |               |        |        |        |        |  |
|  | 8R               | U.C.C. Piacenza       | U.C.C. Piacenza       | 69                    | 61               | 88               | 68               |  |  | 1V         | Trapani Shark         | Trapani Shark         | Trapani Shark         | 78                | 91         | 95         |    |    |        |               |               |        |        |        |        |  |
|  | 4R               | Scaligera Verona      | Scaligera Verona      | 116                   | 77               | 70               | 89               |  |  | 4R         | Scaligera Verona      | Scaligera Verona      | Scaligera Verona      | 71                | 69         | 78         |    |    |        |               |               |        |        |        |        |  |
|  | 5V               | Urania Milano         | Urania Milano         | 125                   | 67               | 69               | 80               |  |  |            |                       |                       |                       |                   |            |            |    |    | 1V     | Trapani Shark | Trapani Shark | 85     | 72     | 59     | 64     |  |
|  | 2R               | Fortitudo Bologna     | Fortitudo Bologna     | Fortitudo Bologna     | 78               | 86               | 64               |  |  |            |                       | 2R                    | Fortitudo Bologna     | Fortitudo Bologna | 73         | 70         | 64 | 58 |        |               |               |        |        |        |        |  |
|  | 7V               | Blu Treviglio         | Blu Treviglio         | Blu Treviglio         | 65               | 56               | 63               |  |  | 2R         | Fortitudo Bologna     | Fortitudo Bologna     | Fortitudo Bologna     | 67                | 75         | 60         |    |    |        |               |               |        |        |        |        |  |
|  | 3V               | Real Sebastiani Rieti | Real Sebastiani Rieti | Real Sebastiani Rieti | 74               | 73               | 77               |  |  | 3V         | Real Sebastiani Rieti | Real Sebastiani Rieti | Real Sebastiani Rieti | 58                | 59         | 58         |    |    |        |               |               |        |        |        |        |  |
|  | 6R               | Rinascita B. Rimini   | Rinascita B. Rimini   | Rinascita B. Rimini   | 73               | 69               | 64               |  |  |            |                       |                       |                       |                   |            |            |    |    |        |               |               |        |        |        |        |  |

### Tabellone Gold
|  | Quarti di finale | Quarti di finale    | Quarti di finale    | Quarti di finale    | Quarti di finale | Quarti di finale | Quarti di finale |  |  | Semifinali | Semifinali          | Semifinali          | Semifinali        | Semifinali  | Semifinali | Semifinali |    |    | Finale | Finale        | Finale        | Finale | Finale | Finale | Finale |  |
|  |                  |                     |                     |                     |                  |                  |                  |  |  |            |                     |                     |                   |             |            |            |    |    |        |               |               |        |        |        |        |  |
|  | 1R               | Pall. Forlì 2.015   | Pall. Forlì 2.015   | 87                  | 84               | 67               | 95               |  |  |            |                     |                     |                   |             |            |            |    |    |        |               |               |        |        |        |        |  |
|  | 8V               | Pall. Vigevano      | Pall. Vigevano      | 71                  | 69               | 76               | 69               |  |  | 1R         | Pall. Forlì 2.015   | Pall. Forlì 2.015   | Pall. Forlì 2.015 | 49          | 76         | 68         |    |    |        |               |               |        |        |        |        |  |
|  | 4V               | Basket Torino       | Basket Torino       | Basket Torino       | 76               | 84               | 71               |  |  | 5R         | Pall. Trieste       | Pall. Trieste       | Pall. Trieste     | 72          | 91         | 85         |    |    |        |               |               |        |        |        |        |  |
|  | 5R               | Pall. Trieste       | Pall. Trieste       | Pall. Trieste       | 83               | 87               | 74               |  |  |            |                     |                     |                   |             |            |            |    |    | 5R     | Pall. Trieste | Pall. Trieste | 72     | 83     | 73     | 83     |  |
|  | 2V               | Pall. Cantù         | Pall. Cantù         | 91                  | 84               | 66               | 74               |  |  |            |                     | 2V                  | Pall. Cantù       | Pall. Cantù | 65         | 73         | 74 | 72 |        |               |               |        |        |        |        |  |
|  | 7R               | UEB Cividale        | UEB Cividale        | 76                  | 67               | 73               | 72               |  |  | 2V         | Pall. Cantù         | Pall. Cantù         | 64                | 76          | 60         | 92         |    |    |        |               |               |        |        |        |        |  |
|  | 3R               | Amici Pall. Udinese | Amici Pall. Udinese | Amici Pall. Udinese | 95               | 95               | 73               |  |  | 3R         | Amici Pall. Udinese | Amici Pall. Udinese | 61                | 66          | 76         | 89         |    |    |        |               |               |        |        |        |        |  |
|  | 6V               | JuVi Cremona        | JuVi Cremona        | JuVi Cremona        | 65               | 90               | 52               |  |  |            |                     |                     |                   |             |            |            |    |    |        |               |               |        |        |        |        |  |

## Verdetti

### Squadre promosse
- Promozioni in Serie A:

Trapani Shark: JD Notae, Stefano Gentile, Joseph Mobio, Fabio Mian, Andrea Renzi, Matteo Imbrò, Amar Alibegović, Marco Mollura, Veljko Dancetović, Pierpaolo Marini, Rei Pullazi, Yancarlos Rodríguez, Fabrizio Pugliatti, Chris Horton. Allenatore: Andrea Diana
Pall. Trieste: Ariel Filloy, Eli Brooks, Francesco Candussi, Giancarlo Ferrero, Giovanni Vildera, Justin Reyes, Leo Menalo, Lodovico Deangeli, Luca Campogrande, Michele Ruzzier, Stefano Bossi. Allenatore: Jamion Christian

### Altri verdetti
- Retrocessioni: Fortitudo Agrigento, Latina Basket, LUISS Roma, Monferrato Basket, Pall. Orzinuovi, San Giobbe Chiusi.
- Coppa Italia LNP: Pall. Forlì 2.015.
- Supercoppa LNP: Trapani Shark.

## Statistiche prima fase

### Statistiche individuali

#### Classifica marcatori

##### Girone Verde
|    | Giocatore      | Squadra               | Partite | Punti | PPG  |
| -- | -------------- | --------------------- | ------- | ----- | ---- |
| 1. | Jazz Johnson   | Real Sebastiani Rieti | 22      | 453   | 20,6 |
| 2. | C.J. Kelly     | Monferrato Basket     | 22      | 432   | 19,6 |
| 3. | JD Notae       | Trapani Shark         | 22      | 410   | 18,6 |
| 4. | Anthony Hickey | Pall. Cantù           | 22      | 402   | 18,3 |
| 5. | Dalton Pepper  | Monferrato Basket     | 22      | 383   | 17,4 |

|     | Giocatore        | Squadra        | Partite | Punti | PPG  |
| --- | ---------------- | -------------- | ------- | ----- | ---- |
| 6.  | Federico Miaschi | Blu Treviglio  | 20      | 348   | 17,4 |
| 7.  | Frank Gaines     | Latina Basket  | 13      | 222   | 17,1 |
| 8.  | Ike Smith        | Pall. Vigevano | 22      | 361   | 16,4 |
| 9.  | Giddy Potts      | Urania Milano  | 22      | 353   | 16,0 |
| 10. | Ivan Alipiev     | Latina Basket  | 22      | 341   | 15,5 |

Fonte:  Statistiche individuali: Media punti (classifica completa), in LNP. URL consultato il 2 giugno 2025 (archiviato dall'url originale il 25 aprile 2024).

##### Girone Rosso
|    | Giocatore      | Squadra             | Partite | Punti | PPG  |
| -- | -------------- | ------------------- | ------- | ----- | ---- |
| 1. | Russ Smith     | Nardò Basket        | 17      | 331   | 19,5 |
| 2. | Justin Reyes   | Pall. Trieste       | 17      | 314   | 18,5 |
| 3. | Derrick Marks  | Rinascita B. Rimini | 22      | 410   | 18,2 |
| 4. | Pietro Aradori | Fortitudo Bologna   | 19      | 346   | 18,2 |
| 5. | Lucio Redivo   | UEB Cividale        | 22      | 398   | 18,1 |

|     | Giocatore        | Squadra             | Partite | Punti | PPG  |
| --- | ---------------- | ------------------- | ------- | ----- | ---- |
| 6.  | Wayne Stewart    | Nardò Basket        | 22      | 387   | 17,6 |
| 7.  | Kadeem Allen     | Pall. Forlì 2.015   | 21      | 335   | 16,0 |
| 8.  | Gabe DeVoe       | Scaligera Verona    | 22      | 346   | 15,7 |
| 9.  | Mark Ogden       | Fortitudo Bologna   | 22      | 341   | 15,5 |
| 10. | Federico Mussini | Benedetto XIV Cento | 22      | 339   | 15,4 |

Fonte:  Statistiche individuali: Media punti (classifica completa), in LNP. URL consultato il 2 giugno 2025 (archiviato dall'url originale il 26 aprile 2024).

#### Valutazione

##### Girone Verde
|    | Giocatore      | Squadra               | Partite | Valutazione | PIR  |
| -- | -------------- | --------------------- | ------- | ----------- | ---- |
| 1. | Anthony Hickey | Pall. Cantù           | 22      | 520         | 23,6 |
| 2. | Chris Horton   | Trapani Shark         | 20      | 439         | 22,0 |
| 3. | Jazz Johnson   | Real Sebastiani Rieti | 22      | 467         | 21,2 |

Fonte:  Statistiche individuali, in LNP. URL consultato il 3 giugno 2025 (archiviato dall'url originale il 31 maggio 2024).

##### Girone Rosso
|    | Giocatore    | Squadra         | Partite | Valutazione | PIR  |
| -- | ------------ | --------------- | ------- | ----------- | ---- |
| 1. | Justin Reyes | Pall. Trieste   | 17      | 379         | 22,3 |
| 2. | Brady Skeens | U.C.C. Piacenza | 22      | 472         | 21,5 |
| 3. | Lucio Redivo | UEB Cividale    | 22      | 446         | 20,3 |

Fonte:  Statistiche individuali, in LNP. URL consultato il 3 giugno 2025 (archiviato dall'url originale il 31 maggio 2024).

#### Rimbalzi

##### Girone Verde
|    | Giocatore        | Squadra               | Partite | Rimbalzi | RPG  |
| -- | ---------------- | --------------------- | ------- | -------- | ---- |
| 1. | Jacob Polakovich | Fortitudo Agrigento   | 22      | 230      | 10,5 |
| 2. | Dustin Hogue     | Real Sebastiani Rieti | 22      | 196      | 8,9  |
| 3. | Chris Horton     | Trapani Shark         | 20      | 175      | 8,8  |

Fonte:  Statistiche individuali: Media rimbalzi (classifica completa), in LNP. URL consultato il 3 giugno 2025 (archiviato dall'url originale il 31 maggio 2024).

##### Girone Rosso
|    | Giocatore      | Squadra             | Partite | Rimbalzi | RPG  |
| -- | -------------- | ------------------- | ------- | -------- | ---- |
| 1. | Justin Reyes   | Pall. Trieste       | 17      | 175      | 10,3 |
| 2. | Brady Skeens   | U.C.C. Piacenza     | 22      | 220      | 10,0 |
| 3. | Justin Johnson | Rinascita B. Rimini | 21      | 198      | 9,4  |

Fonte:  Statistiche individuali: Media rimbalzi (classifica completa), in LNP. URL consultato il 3 giugno 2025 (archiviato dall'url originale il 26 aprile 2024).

#### Assist

##### Girone Verde
|    | Giocatore      | Squadra       | Partite | Assist | APG |
| -- | -------------- | ------------- | ------- | ------ | --- |
| 1. | Luca Vitali    | Blu Treviglio | 13      | 94     | 7,2 |
| 2. | Anthony Hickey | Pall. Cantù   | 22      | 155    | 7,0 |
| 3. | Andrea Amato   | Urania Milano | 21      | 138    | 6,6 |

Fonte:  Statistiche individuali: Media assist (classifica completa), in LNP. URL consultato il 3 giugno 2025 (archiviato dall'url originale il 25 aprile 2024).

##### Girone Rosso
|    | Giocatore         | Squadra           | Partite | Assist | APG |
| -- | ----------------- | ----------------- | ------- | ------ | --- |
| 1. | Gherardo Sabatini | U.C.C. Piacenza   | 22      | 150    | 6,8 |
| 2. | Matteo Fantinelli | Fortitudo Bologna | 21      | 132    | 6,3 |
| 3. | Michele Ruzzier   | Pall. Trieste     | 20      | 96     | 4,8 |

Fonte:  Statistiche individuali: Media assist (classifica completa), in LNP. URL consultato il 3 giugno 2025 (archiviato dall'url originale il 26 aprile 2024).

#### Altre statistiche

##### Girone Verde
| Categoria        | Giocatore          | Squadra        | Partite | Media |
| ---------------- | ------------------ | -------------- | ------- | ----- |
| Palle recuperate | Anthony Hickey     | Pall. Cantù    | 22      | 2,6   |
| Stoppate         | Chris Horton       | Trapani Shark  | 20      | 1,2   |
| Palle perse      | Tyler Wideman      | Pall. Vigevano | 22      | 3,0   |
| Falli subiti     | Valerio Cucci      | LUISS Roma     | 22      | 6,1   |
| % tiri liberi    | Salvatore Parrillo | Latina Basket  | 14      | 91,9% |
| % tiro da due    | Anrijs Miška       | LUISS Roma     | 22      | 70,8% |
| % tiro da tre    | Luca Vitali        | Blu Treviglio  | 13      | 54,3% |

##### Girone Rosso
| Categoria        | Giocatore            | Squadra           | Partite | Media |
| ---------------- | -------------------- | ----------------- | ------- | ----- |
| Palle recuperate | Austin Tilghman      | San Giobbe Chiusi | 22      | 1,9   |
| Stoppate         | Clevon Brown         | Pall. Orzinuovi   | 16      | 1,8   |
| Palle perse      | Antonio Iannuzzi     | Nardò Basket      | 21      | 3,1   |
| Falli subiti     | Russ Smith           | Nardò Basket      | 17      | 5,9   |
| % tiri liberi    | Francesco Stefanelli | Scaligera Verona  | 22      | 93,0% |
| % tiro da due    | Brady Skeens         | U.C.C. Piacenza   | 22      | 71,8% |
| % tiro da tre    | Ennio Leonzio        | Pall. Orzinuovi   | 16      | 50,0% |